# Stadtpark Hamburg
Stadtpark Hamburg – jeden z parków miejskich w Hamburgu. Obejmuje ok. 148 ha powierzchni. Nazywany jest "zielonymi płucami Hamburga". 
Został otwarty w 1914, jednak jego budowa zakończona została dopiero 15 lat później. Na terenie parku znajduje się jezioro (Stadtparksee) o wielkości 6,77 ha oraz planetarium.

## Galeria

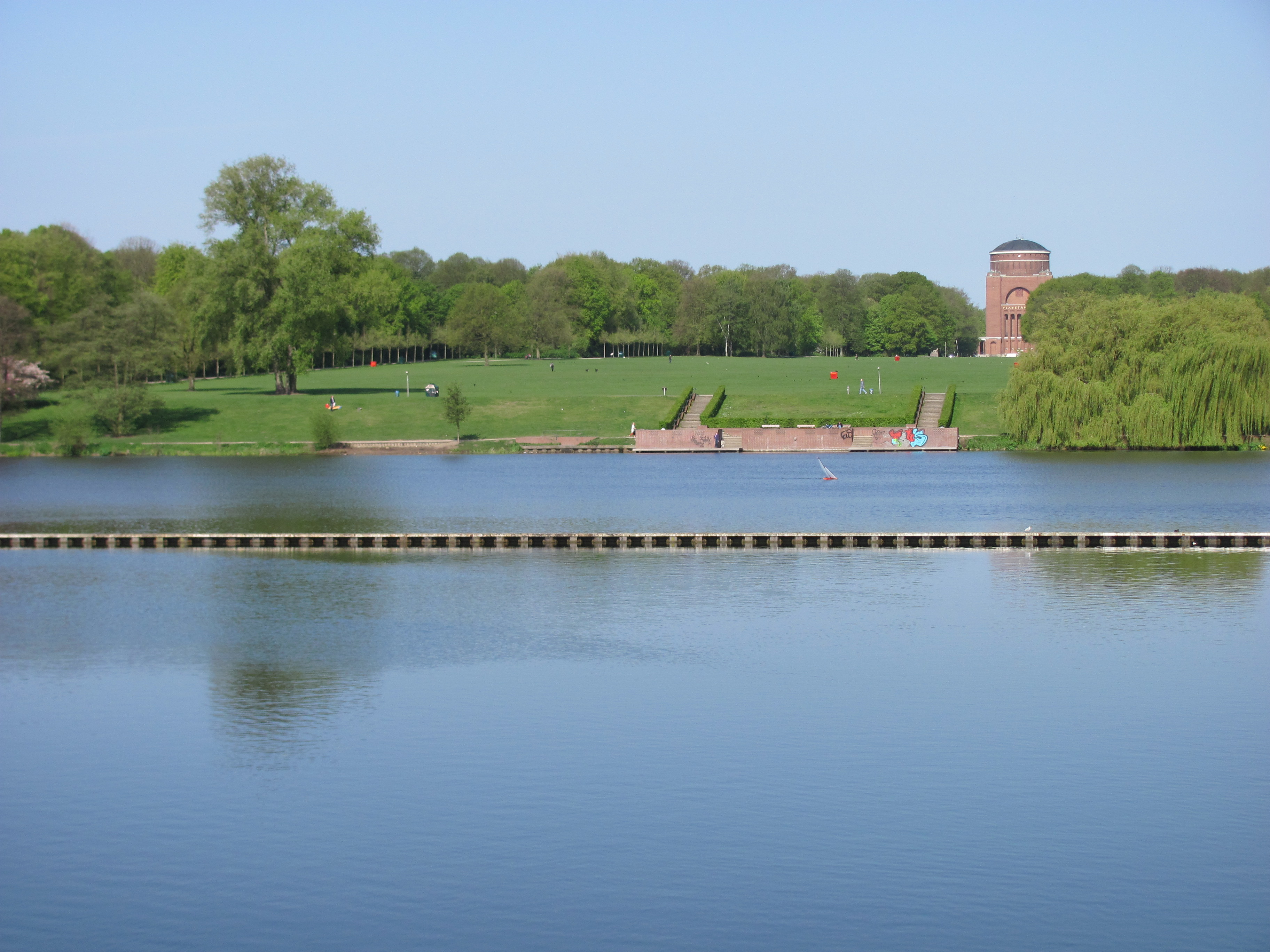
Widok na jezioro i planetarium
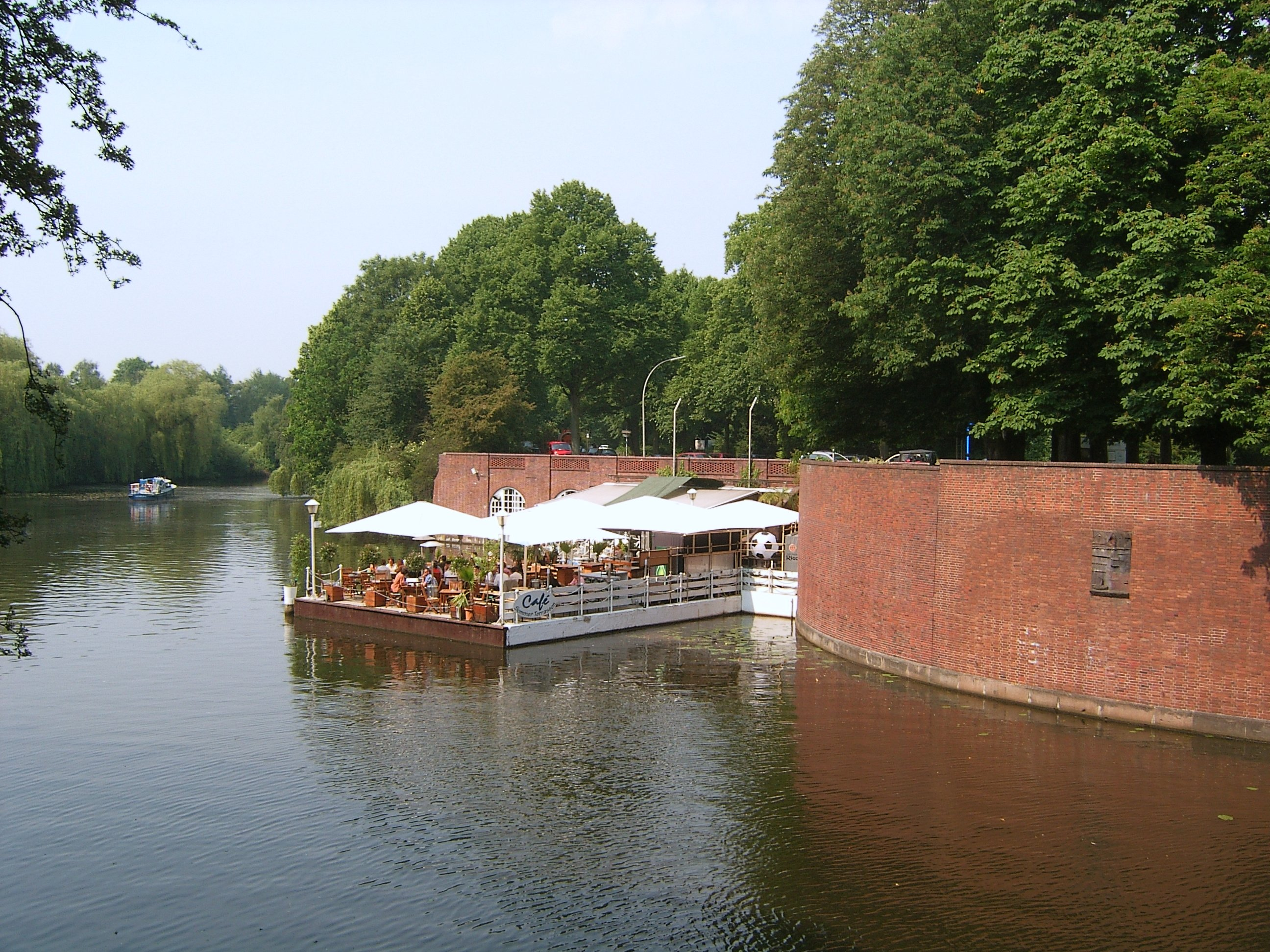
Café Sommerterrassen
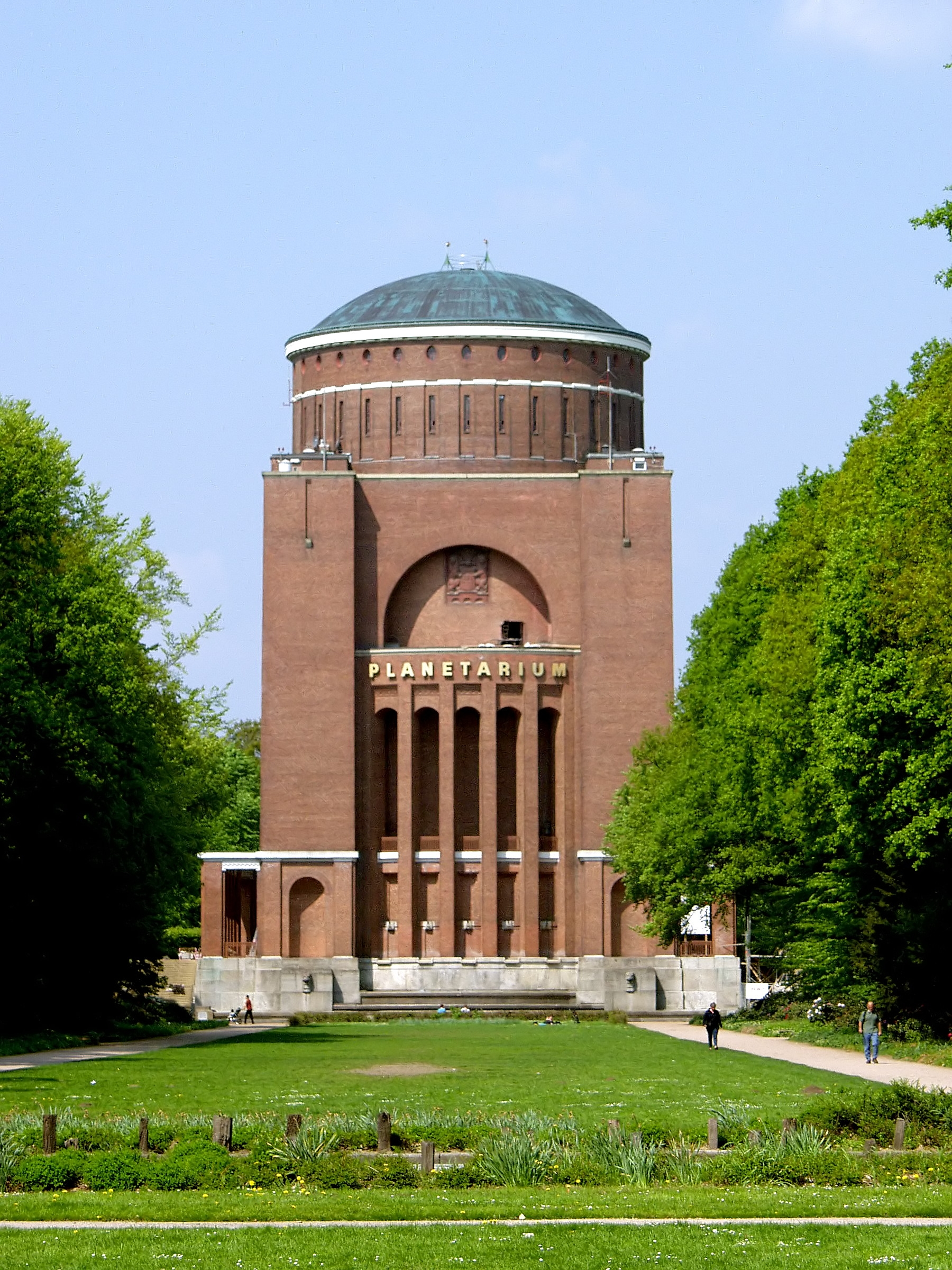
Planetarium